# Heereman von Zuydtwyck

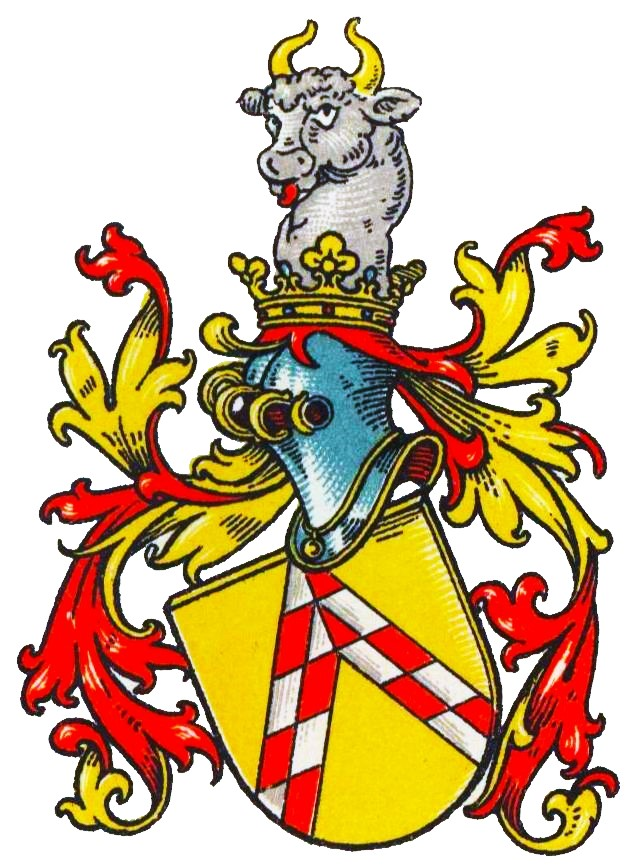
Wappen der Heereman von Zuydtwyck im Wappenbuch des Westfälischen Adels

Heereman von Zuydtwyck ist der Name eines niederländischen Adelsgeschlechts. Die Familie, deren Zweige zum Teil bis heute bestehen, gelangte auch in Westfalen zu Besitz und Ansehen.

## Geschichte

### Herkunft

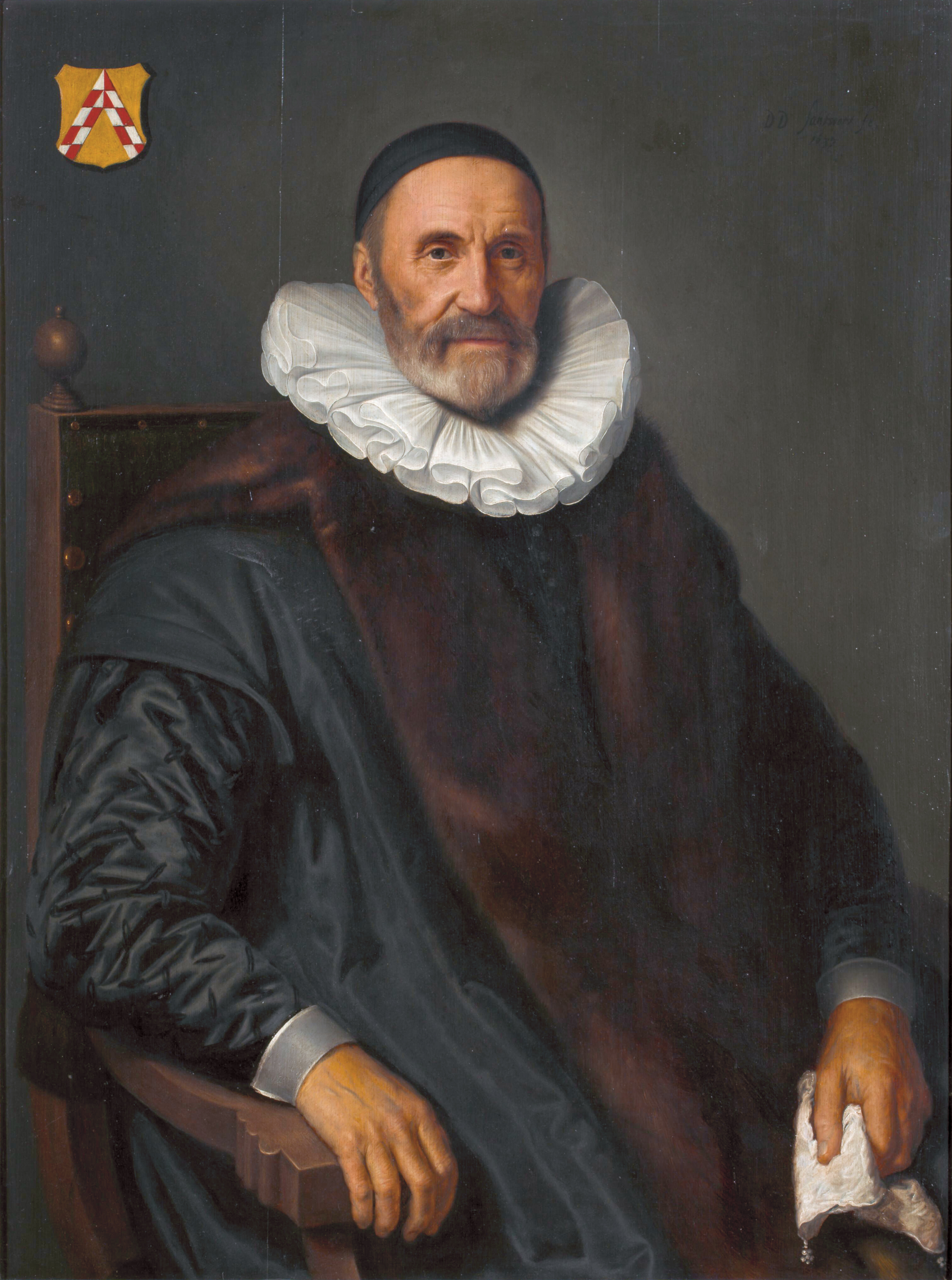
Nicolaes (Claes) Heereman (1562–1650) (Dirck Dircksz Santvoort, 1637)

In älterer Literatur werden dänische und schwedische Ursprünge der Familie vermutet. Von da sollen Angehörige in die Niederlande gelangt sein und dort ansehnliche Lehns- und Allodialgüter erworben haben. Sie wurden in die holländische Ritterschaft aufgenommen und erscheinen um 1400 im Domkapitel zu Utrecht.
Das Genealogische Handbuch des Adels beginnt die gesicherte Stammreihe der Familie mit Peter Gijsberts. Sein Sohn Gijsbert Peters war um 1530 als Schütze Mitglied der Bürgerwehr in Amsterdam. Der Vorname von seinem Sohn Heereman Gijsberts wird von dessen Enkel Silvester Heereman als Familienname geführt. 1656 konnte Silvester die Herrschaft Zuydtwyck bei Boskoop in Holland erwerben.
Nach Dudok van Heel war der Stammvater der Familie Ghijs Janszn Cogmansz, der in der ersten Hälfte des 15. Jahrhunderts in Amsterdam lebte. Sein Name kann möglicherweise auf den Beruf des Kaufmanns deuten, der mit einer Kogge seine Waren verfrachtete. Erst mit seinem Nachfahren, dem Kaufmann Claes Heeremansz (1562–1650) festigt sich der Name Heereman.

### Ausbreitung und Besitzungen
Silvester Heereman, der Sohn von Nicolaus Heereman, nahm um 1656 von der ihm gehörenden Herrlichkeit Zuydtwyck das Prädikat an. Er war verheiratet mit Anna van Swieten. Sein Enkel Friedrich Jacob Heereman von Zuydtwyck, Herr der Herrlichkeiten Lisse, Zuydtwyck, Hagesteyn und Oudegyn, heiratete in zweiter Ehe Elisabeth Baronesse de Scherpenzeel zu Rümpt, Herrin der Herrlichkeiten Rümpt und Vronesteyn. Ihre gemeinsamen Söhne Friedrich Wilhelm und Franz Ernst waren die Begründer der älteren und der jüngeren Linie der Familie.

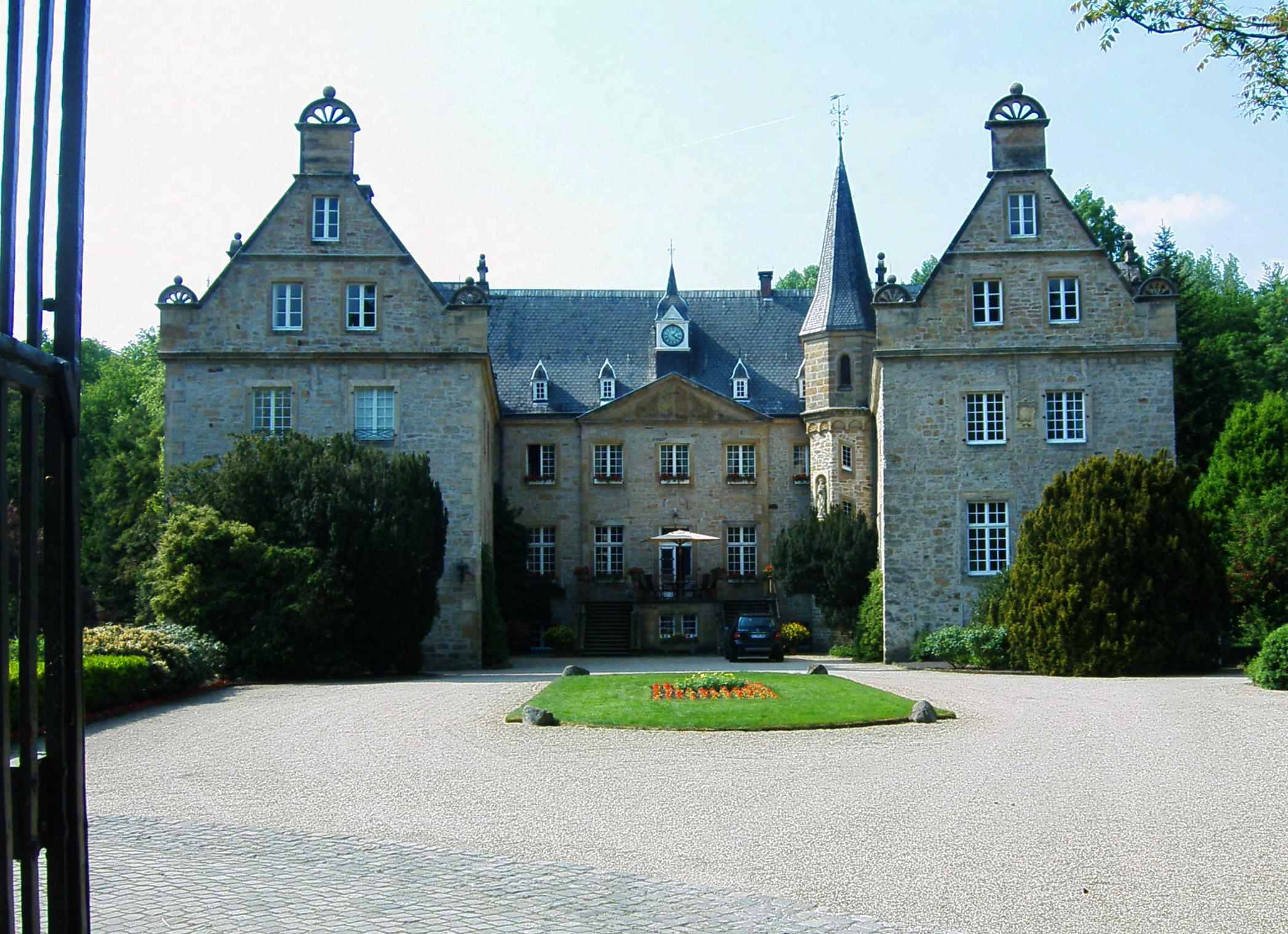
Surenburg

Der Stifter der älteren Linie Friedrich Wilhelm Heereman von Zuydtwyck, Herr zu Oudegyn, ließ sich in Westfalen im Hochstift Münster nieder und heiratete Theresia von Amelunxen. Ihr Sohn Carl Heinrich, Herr zu Surenburg und Nevinghof, starb 1808 als fürstbischöflich münsterischer Kammerherr. Aus seiner Ehe mit Clara Franzisca Freiin von Merode († 1825) ging         Matthias Alexander Heereman von Zuydtwyck (* 21. Dezember 1789; † 17. März 1854), Herr zu Surenburg, Nevinhof, Moser, Hiltrup, Wienburg und Grevinghof in Westfalen und der Herrlichkeit Lisse mit Deva in den Niederlanden, hervor. Er war mit Clara Antoinette Freiin von Oer (* 14. Dezember 1800) verheiratet. Ihr Sohn Maximilian Freiherr Heereman von Zuydtwyck (* 20. Juli 1826), Herr der väterlichen Güter, heiratete 1859 Franzisca Freiin von und zu Fürstenberg zu Körtlinghausen. Seine Schwester Anna Freiin Heereman von Zuydtwyck (* 1. Juli 1825) war seit dem 12. Oktober 1847 mit Friedrich Freiherr von Wrede-Melschede zu Melschede verheiratet. Ihr jüngerer Bruder Clemens August Antonius Freiherr Heereman von Zuydtwyck (* 26. August 1832) wurde Offizier in der preußischen Armee und Regierungsreferendar.
Franz Ernst Heereman von Zuydtwyck, der Stifter der jüngeren Linie, ließ sich im Erzstift Köln nieder und vermählte sich mit Maria Anna Freiin von Wrede-Melschede. Von den Söhnen des Paares konnte der dritte, Engelbert Heereman von Zuydtwyck, den Stamm fortsetzen. Er starb 1810 als kurfürstlich mainzer und kaiserlich französischer Kämmerer. Aus seiner Ehe mit Fernandine Freiin von Haxthausen († 1851) stammte Werner Heereman von Zuydtwyck (1808–1886), Herr zu Burg Herstelle und Kemperfeld im Fürstentum Paderborn. Er heiratete 1832 Fernandine Freiin von Wrede-Melschede (* 1812).

### Standeserhebungen
Diederik Heereman von Zuydtwyck erhielt den rittermäßigen Reichsadelsstand mit Wappenbesserung sowie den Reichsritterstand für alle seine männlichen Nachkommen am 27. Juli 1658 zu Frankfurt am Main.
Am 11. Februar 1810 erhielt Engelbert Heereman von Zuydtwyck, kaiserlich französischer Kämmerer, das kaiserlich französische Baronat in Primogenitur.
Eine preußische Anerkennung des Freiherrenstandes erhielt Matthias Alexander Heereman von Zuydtwyck auf Surenburg zusammen mit seiner Schwester und Werner Heereman von Zuydtwyck auf Burg Herstelle am 5. November 1845 zu Berlin.

## Wappen
Das Wappen aus dem Jahre 1658 zeigt in Gold ein in zwei Reihen von rot und silber geweckten Sparren. Auf dem Helm mit rot-goldenen Helmdecken ein silberner Stierkopf mit goldenen Hörnern.

## Namensträger
- Clemens Freiherr Heereman von Zuydwyck (1832–1903), Jurist, Landwirt und Politiker
- Constantin Freiherr Heereman von Zuydtwyck (1931–2017), Präsident des deutschen Bauernverbandes (1969–1997) und des Deutschen Jagdschutz-Verbandes
- Franziskus Freiherr Heereman von Zuydtwyck OSB (* 1946), Benediktiner und 4. Abt der Abtei Neuburg in Heidelberg
- Franziskus Freiherr Heereman von Zuydtwyck (* 1976), Professor für Philosophie, Anthropologie, Ethik und Religionsphilosophie an der Philosophisch-Theologischen Hochschule Vallendar[6]
- Johannes Freiherr Heereman von Zuydtwyck (* 1944), Präsident von Malteser International und Mitglied des Souveränen Malteserordens
- Matthias Alexander Heereman von Zuydtwyck (1789–1854), Gutsbesitzer und Politiker
- Philipp Freiherr Heereman von Zuydtwyck (* 1963), Vorsitzender des Waldbauernverbands Nordrhein-Westfalen
- Sylvester Freiherr Heereman von Zuydtwyck LC (* 1974), Ordensgeistlicher und Generalvikar der Legionäre Christi
- Valentin Freiherr Heereman von Zuydtwyck (1942–2009), Manager, Präsident von Malteser-Hilfsdienst Berlin
- Werner Heereman von Zuydtwyck (1808–1886), Gutsbesitzer und Politiker